# Russ Rymer
Russ Rymer là một tác giả và một nhà báo viết cho các nhật báo và tạp chí như New York Times, Los Angeles Times, The New Yorker cũng như nhiều báo khác. Sách đầu tiên của ông, Genie, a Scientific Tragedy, đã vào chung kết của National Book Critics Circle và được tặng giải Whiting Writers' Award. Rymer cũng là tác giả của hai sách về thành phố American Beach, Florida - American Beach: a Saga of Race, Wealth, and Memory và American Beach: How "Progress" Robbed a Black Town--and Nation--of History, Wealth, and Power.
Các sách của ông thường chú trọng đến thành phố American Beach của tiểu bang Florida và đến dòng họ Lewis-Betsch, đặc biệt về Abraham Lincoln Lewis và MaVynee Betsch.
Từ 2005 đến 2006 Rymer là chủ bút của tạp chí Mother Jones.